# Александар Козлина
Александар Козлина (Скрад, 20. децембар 1938 — Нови Сад, 10. април 2013) био је југословенски фудбалер.
Козлина је започео своју професионалну каријеру у сплитском Хајдуку 1958. године. Након што је провео четири сезоне у овом клубу, отишао је на позајмицу у ФК Нови Сад на двије сезоне од 1962 до 1964. године. По повратку у Хајдук, тамо је провео још четири сезоне прије него што је прешао у белгијски клуб Лијеж 1967. године. Након тога је био у клубовима Викторија и Фортуна из Келна, те у РФК Тилер, да би се након тога пензионисао 1974. године.
Девет пута је наступао за репрезентацију Југославије у периоду између 1960. и 1961. године, а био је члан тима који је Југославији донио златну медаљу са Љетњих олимпијских игара 1960. године, које су се одржавале у Риму.